# Elymas

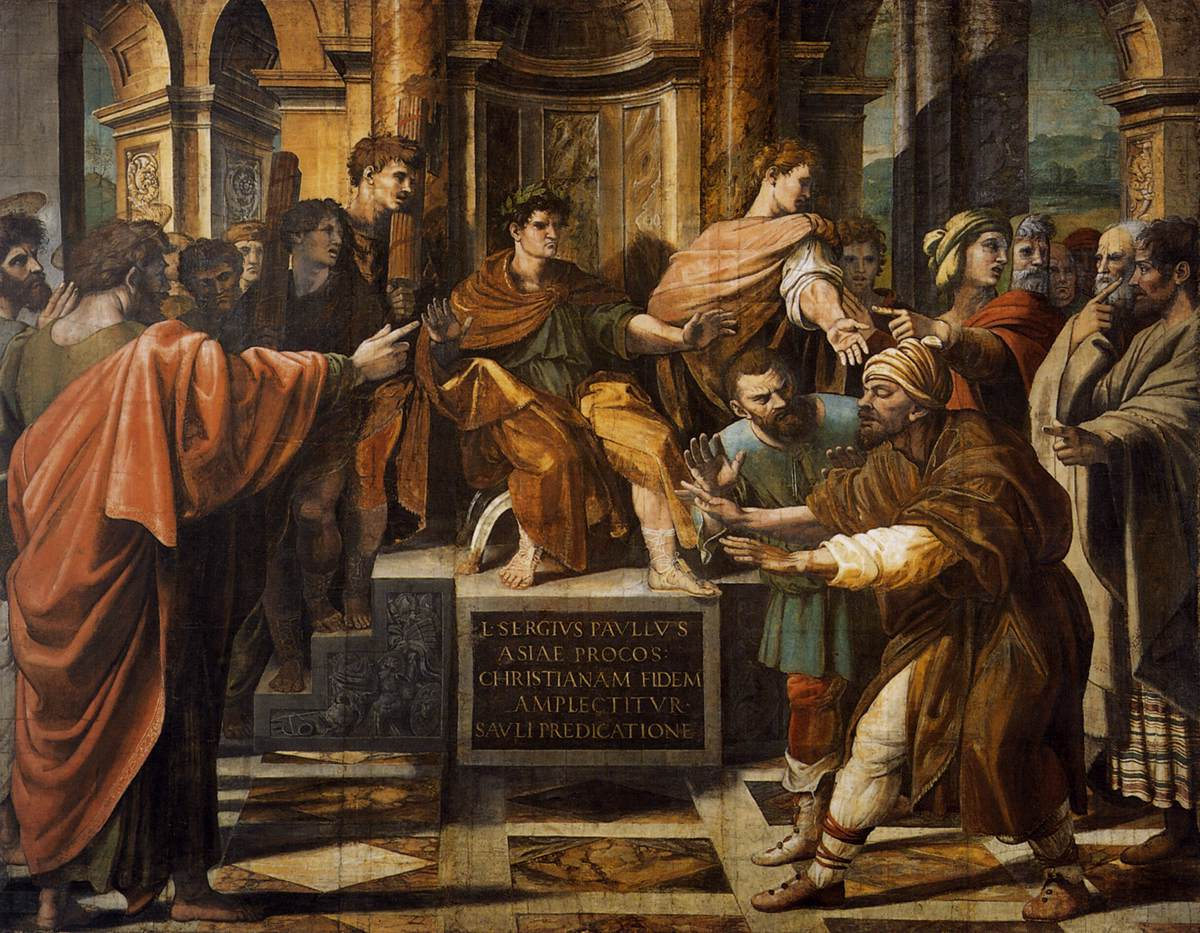
In Anwesenheit des Prokonsuls von Zypern Sergius Paullus wird Elymas durch den Apostel Paulus geblendet. Gemälde von Raffael im Victoria and Albert Museum in London.

Elymas, auch bekannt als Bar-Jesus (aram. Bar-Jeschua, Sohn Jesu, lat. Bariesu), war ein jüdischer Magier im Gefolge des vom römischen Senat ernannten Statthalters von Zypern, der im Neuen Testament in der Apostelgeschichte des Lukas 13,6-12  erwähnt wird.
Der Name Elymas wird in Apg 13,8 als Übersetzung des Namens von Bar-Jesus angegeben – obwohl der griechische Text hier auch so verstanden werden kann, dass „Magier“ (Magos) die Übersetzung des Namens „Elymas“ sei. Vermutlich bezieht sich dies auf eine semitische Wurzel, nämlich entweder arabisch alim (Weiser) oder aramäisch haloma (Traumdeuter).
Die Apostelgeschichte des Lukas nennt ihn einen „Magos“, d. h. „Zauberer“ (ursprünglich Lehnwort aus dem Persischen, wo Mager Weise bzw. Angehörige einer Priesterkaste bezeichnet, so etwa auch Mt 2,1). Der biblischen Schilderung nach versuchte Elymas den Statthalter, den römischen Prokonsul Sergius Paullus, gegen die von Paulus von Tarsus und Barnabas verkündigte Botschaft zu beeinflussen. Die beiden Apostel waren vom Statthalter nach Paphos auf Zypern vorgeladen worden, um ihm von Jesus zu erzählen. Der Apostel Paulus wird an dieser Stelle zum ersten Mal mit seinem römischen Namen bezeichnet. Es war üblich, dass Juden zusätzlich einen griechischen oder römischen Namen annehmen, und Saulus/Paulus bewegte sich von jetzt an immer stärker in nichtjüdischen Kulturen. Es kommt zu einer Unheilsansage: Paulus sprach als Strafe Gottes eine zeitweilige Blindheit über Elymas aus. Sofort fielen „Dunkelheit und Finsternis“ auf ihn, so dass er an der Hand geführt werden musste. Frühe Ausleger wie Beda Venerabilis verwiesen auf die eigene Blindheitserfahrung des Paulus: Die Verdunkelung der Augen könne eine Erleuchtung des Verstandes begünstigen. Denkbar ist auch ein Bezug auf astrologische Praktiken des Magiers Bar-Jesus.
Nach diesem Wunder soll sich der Prokonsul Sergius Paullus zum christlichen Glauben bekehrt haben. Danach trennte sich Johannes Markus von Paulus und Barnabas und kehrte nach Jerusalem zurück. Paulus und Barnabas reisten dagegen in die Heimatstadt der Familie von Sergius Paullus, Antiochia bei Pisidien.